# Xã Rushville, Quận Ward, Bắc Dakota
Xã Rushville (tiếng Anh: Rushville Township) là một xã thuộc quận Ward, tiểu bang Bắc Dakota, Hoa Kỳ. Năm 2010, dân số của xã này là 81 người.